# Білий Берег (озеро, Речицький район)
Білий Берег (біл. Белы Бераг) — озеро в Речицькому районі Гомельської області Білорусі у заплаві річки Березина, приблизно за 28 км у напрямку на північний захід від міста Речиця, за 1,5 км від села Горваль.
Площа поверхні озера 0,23 км². Довжина 3,5 км, найбільша ширина 0,1 км. Котловина старичного типу, сильно витягнута і має серпоподібну форму. Береги піщані, висотою до 1 м. Протокою озеро з'єднується з Березиною.
Біля озера є археологічна пам'ятка — городище.